# ناحیه سیدی مروان
ناحیه سیدی مروان (به عربی: دائرة سیدی مروان) یک ناحیه در الجزایر است که در استان میله واقع شده‌است.